# Снежа (река)
Сне́жа — река в Волотовском и Старорусском районе Новгородской области. Берёт начало на окраине обширного болота в районе деревни Жизлино Волотовского района в 10 км от границы с Псковской областью. На Юго-западной окраине Старой Руссы слева впадает в реку Полисть. Принадлежит бассейну Балтийского моря. Длина — 68 км. Площадь водосборного бассейна — 302 км².
Русло извилисто, в верховье проходит по болотистой местности.
На берегу Снежи находятся более 30-ти населённых пунктов. Среди них: Снежка, Зелёная Дубрава, Речные Котцы, Старина, Нехотицко и др.
Несмотря на балто-славянскую основу («снежная»), гидроним, судя по суффиксу и аналогам, именно балтского происхождения, ср. лит. snaigė, sniegas «снег».

## Притоки (км от устья)
- 7,5 км: река Выдерка (лв)